# Caladenia dienema
Caladenia dienema är en orkidéart som beskrevs av David Lloyd Jones. Caladenia dienema ingår i släktet Caladenia och familjen orkidéer.
Artens utbredningsområde är Tasmanien. Inga underarter finns listade i Catalogue of Life.